# Universidade Carlos III de Madrid

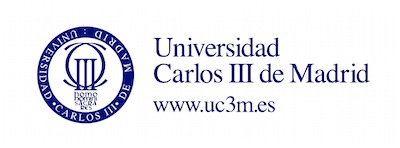
Logotipo da Universidade Carlos III de Madri

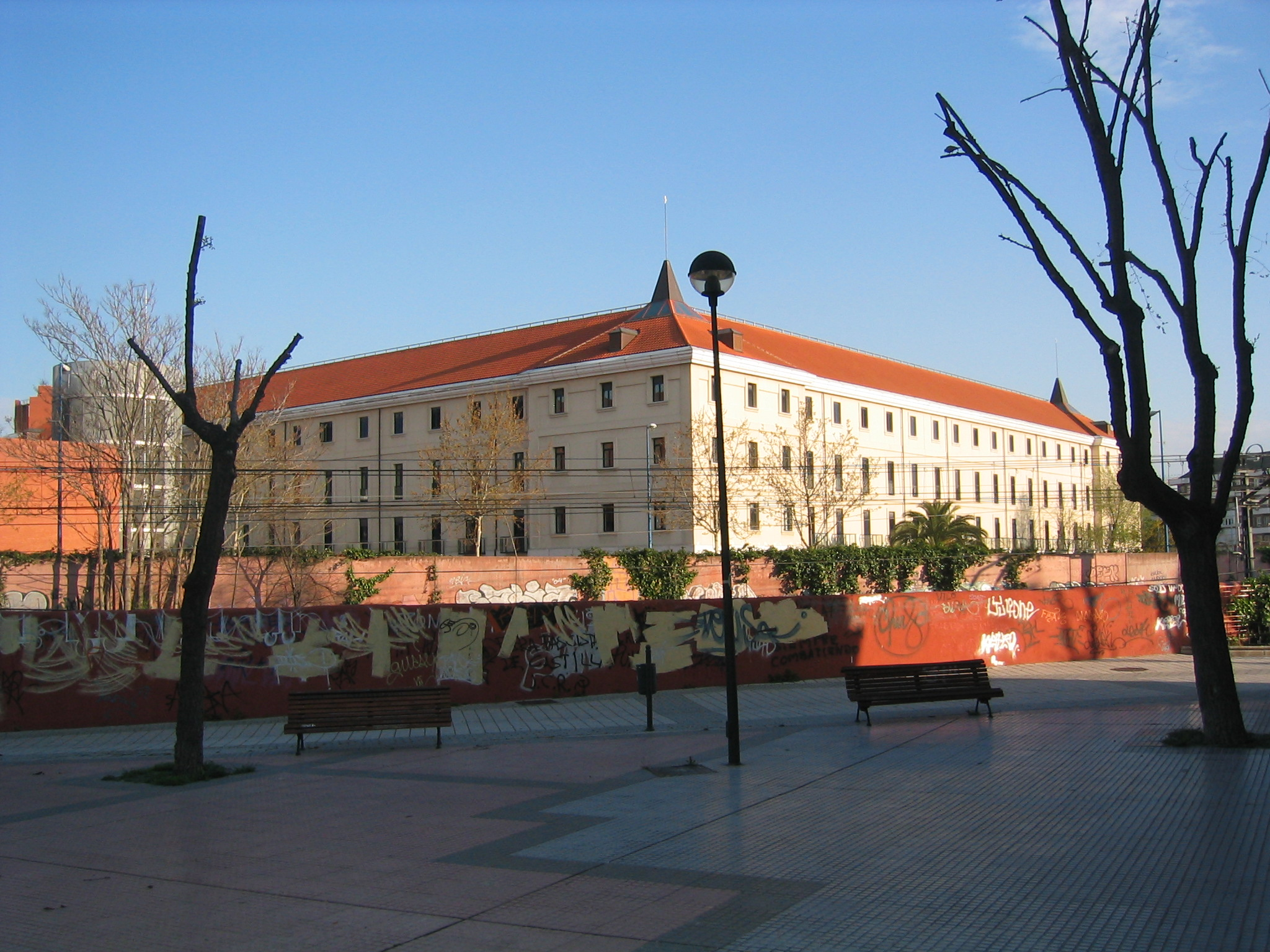
Escola Superior Politécnica, no campus de Leganés

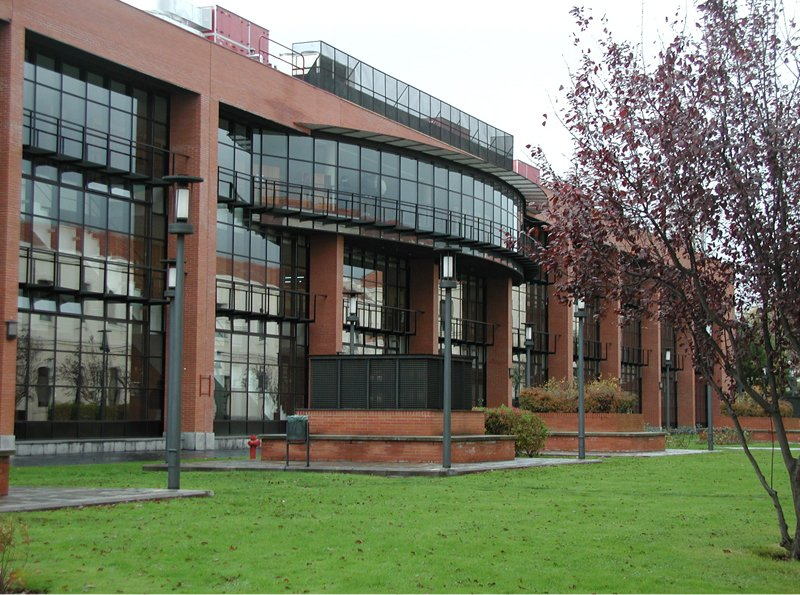
Faculdade de Ciências Sociais e Jurídicas, no campus de Getafe

A Universidade Carlos III de Madrid foi fundada em 1989. É uma das seis universidades públicas da Comunidade de Madrid, em/na Espanha. Possui três campi: em Getafe, em Leganés e em Colmenarejo. Possui 18.419 alunos.
Segundo o jornal espanhol El Mundo, é a sexta melhor universidade espanhola. e possui o melhor curso de graduação em administração de empresas da Espanha
Seu nome homenageia o monarca espanhol do século XVIII que se distinguiu pelo apoio ao desenvolvimento das artes e das ciências na cidade de Madri.
Em 2009, a universidade recebeu a qualificação de "campus de excelência internacional" pelos ministérios da educação e da ciência da Espanha.